# Beliebteste Sehenswürdigkeiten Deutschlands (DZT)
Dies ist die Liste der beliebtesten Sehenswürdigkeiten Deutschlands.
Die Deutsche Zentrale für Tourismus ermittelt alljährlich durch Umfrage unter ausländischen Touristen die 100 beliebtesten Sehenswürdigkeiten Deutschlands.

## Sehenswürdigkeiten (Top 15)
| Platz | 2024                                                                 | 2023                                    | 2021                                                                 | 2017                                                      | 2016                                                                |
| ----- | -------------------------------------------------------------------- | --------------------------------------- | -------------------------------------------------------------------- | --------------------------------------------------------- | ------------------------------------------------------------------- |
| 1     | Miniatur Wunderland (Hamburg)                                        | Europa-Park Rust                        | Miniatur Wunderland (Hamburg)                                        | Miniatur Wunderland (Hamburg)                             | Miniatur Wunderland (Hamburg)                                       |
| 2     | Europa-Park Rust                                                     | Miniatur Wunderland (Hamburg)           | Europa-Park Rust                                                     | Altstadt Heidelberg und Heidelberger Schloss              | Altstadt Heidelberg und Heidelberger Schloss                        |
| 3     | Phantasialand (Brühl)                                                | Phantasialand (Brühl)                   | Schloss Neuschwanstein (Hohenschwangau)                              | Schloss Neuschwanstein (Hohenschwangau)                   | Europa-Park Rust                                                    |
| 4     | Nürburgring                                                          | Rothenburg ob der Tauber                | Phantasialand Brühl                                                  | Bodensee mit Insel Mainau und Klosterinsel Reichenau      | Schloss Neuschwanstein (Hohenschwangau)                             |
| 5     | Rothenburg ob der Tauber                                             | Nürburgring                             | Rothenburg ob der Tauber                                             | Altstadt Rothenburg ob der Tauber                         | Altstadt Rothenburg ob der Tauber                                   |
| 6     | Berlin                                                               | Schloss Neuschwanstein                  | Romantische Straße                                                   | Altstadt Dresden mit Frauenkirche, Semperoper und Zwinger | Bodensee mit Insel Mainau und Klosterinsel Reichenau                |
| 7     | Deutschlandmuseum (Berlin)                                           | Berlin                                  | Dresden                                                              | Altstadt Heidelberg und Heidelberger Schloss              | Residenzschloss Mannheim                                            |
| 8     | Markgräfliches Opernhaus (Bayreuth)                                  | Nationalpark Schwarzwald                | Berlin                                                               | Phantasialand Brühl                                       | Ulmer Münster (Ulm)                                                 |
| 9     | Therme Erding                                                        | Hamburg                                 | Schwarzwald                                                          | Tierpark Hellabrunn (München)                             | Kölner Dom (Köln)                                                   |
| 10    | Burg Eltz, Wierschem                                                 | Therme Erding                           | Mittelalterliches Kriminalmuseum Rothenburg ob der Tauber            | Moseltal                                                  | Altstadt Dresden mit Frauenkirche, Semperoper und Zwinger (Dresden) |
| 11    | Schloss Neuschwanstein                                               | Dresden                                 | Insel Rügen                                                          | Kölner Dom                                                | Schwarzwald                                                         |
| 12    | Bodensee mit Insel Mainau und UNESCO-Welterbe Klosterinsel Reichenau | München                                 | Bodensee mit Insel Mainau und UNESCO-Welterbe Klosterinsel Reichenau | Erfurter Altstadt mit Dom und Krämerbrücke (Erfurt)       | Moseltal                                                            |
| 13    | Europa-Rosarium (Sangerhausen)                                       | Kriminalmuseum Rothenburg ob der Tauber | Nationalpark Berchtesgaden                                           | Schwarzwald                                               | Romantische Straße                                                  |
| 14    | Hamburg                                                              | Burg Eltz, Wierschem                    | München                                                              | Freizeitpark Ravensburger Spieleland (Ravensburg)         | Erfurter Altstadt mit Dom und Krämerbrücke                          |
| 15    | München                                                              | Freizeitpark Ravensburger Spieleland    | Nationalpark Sächsische Schweiz                                      | Römische Baudenkmäler und Liebfrauenkirche Trier (Trier)  | Brandenburger Tor (Berlin)                                          |